# サムエル・シャショウア
サムエル・シャショウア（Samuel Shashoua , 1999年5月13日 - ）は、イングランド・チェルシー出身のプロサッカー選手。ミネソタ・ユナイテッドFCに所属している。ポジションはMF。

## 経歴
2016-17シーズンのプレミアリーグ第34節レスター・シティ戦でトッテナム・ホットスパーFCのトップチームで初めてのベンチ入りを果たした。同じく初めてベンチ入りしたフィリップ・レスニアクは出場を果たしたが、自身は出場できなかった。その後トッテナムのトップチームでのベンチ入り機会、出場機会は無く、2019年にセグンダ・ディビシオンのCDテネリフェに加入した。
2023年7月24日、2年契約でアルバセテ・バロンピエへ移籍した。
2024年6月5日、ミネソタ・ユナイテッドFCに移籍した。

## 人物
弟のアルマンド・シャショウアもサッカー選手である。自身と同じくトッテナム・ホットスパーFCのユース出身。その後もCDアトレティコ・バレアレスでチームメイトになった。